# Stygophalangiidae
Famille
La famille des Stygophalangiidae regroupe des opilions par son descripteur, mais Adriano Brilhante Kury, arachnologiste brésilien, la place dans les Acari. Cette famille ne contient pour le moment qu'un seul genre et une seule espèce : Stygophalangium karamani (Oudemans, 1933), originaire de Macédoine.

## Référence
Référence